# Hostomice (district de Teplice)
Pour les articles homonymes, voir Hostomice.
Hostomice (en allemand : Hostomitz) est une commune du district de Teplice, dans la région d'Ústí nad Labem, en Tchéquie. Sa population s'élevait à 1 254 habitants en 2021.

## Géographie
Hostomice se trouve à 7 km au sud-sud-ouest du centre de Teplice, à 20 km au sud-ouest d'Ústí nad Labem et à 73 km au nord-ouest de Prague.
La commune est limitée par Zabrušany au nord, par Ohníč au nord-est et à l'est, par Světec au sud, et par Ledvice à l'ouest.

## Histoire
La première mention écrite du village remonte à 1397.

## Transports
Par la route, Hostomice se trouve à 10 km de Teplice, à 27 km d'Ústí nad Labem et à 86 km de Prague.